# Damdin Tsogtbaatar
Damdin Tsogtbaatar (en mongol: Дамдин Цогтбаатар), né le 4 janvier 1970 à Oulan-Bator, est un homme politique mongol.

## Biographie
Diplômé en Sciences politiques de l'Institut d'État des relations internationales de Moscou (1994), il obtient ensuite un master en droit international à la Faculté de droit de l'Université nationale australienne (1998).
Dès 1994, il entre au ministère des Affaires étrangères comme attaché, d'abord pour le Département Asie-Afrique (1994-1998), puis pour le Département du Commerce international et de la Coopération (1998-2000). Il devient ensuite conseiller en politique international pour les présidents Natsagiyn Bagabandi et Nambaryn Enkhbayar (2002-2008).
Secrétaire d'État au ministère des Affaires étrangères (2008-2011), puis conseiller du premier ministre (2011-2012), il est ensuite successivement ministre de l'Environnement et du Tourisme (2012), ministre de la Construction et du développement urbain (2014-2015) et, depuis octobre 2017, ministre des Affaires étrangères.
Il est élu député au Grand Khoural d'État lors des élections de 2016.